# روتوندا
روتوندا (بالإيطالية: Rotonda)‏ هي بلدية في مقاطعة بوتنسا في إقليم بازيليكاتا الإيطالي.

## السكان
في سنة 1861 بلغ عدد السكان 4٬225 نسمة، وتطور العدد ليصل في سنة 2011 لـ 3٬519 نسمة.
يظهر هذا المخطط البياني تطور النمو السكاني لـ روتوندا